# Eishockey-Regionalliga
Die Regionalliga ist die derzeit vierthöchste Eishockeyspielklasse in Deutschland. Sie wird als Regionalliga West, Nord, Ost und Süd-West ausgespielt. In Bayern trägt die vierthöchste Liga den Namen Bayernliga. Die Regionalligen werden von den jeweiligen Landeseissportverbänden – zum Teil gemeinsam – veranstaltet.
Regionalligen bestehen im Eishockey seit 1965 in unterschiedlichen Organisationsformen, meistens als dritt- oder vierthöchste Spielklasse. Im Gegensatz zu den meisten anderen Sportarten in Deutschland ist die Regionalliga im Eishockey die Liga unterhalb der Oberliga. Die Regionalligen wurden bis 1994 vom Deutschen Eishockey-Bund (DEB) organisiert, seitdem von den Landeseissportverbänden – im Eishockey gibt es keine Regionalverbände.
Die Gruppenliga war von 1961 bis 1965 die dritthöchste Spielklasse in der Bundesrepublik Deutschland, unterhalb der Oberliga, und damit der Vorläufer der Regionalliga. Gruppenliga war auch der Name der von 1962 bis 1965 dritthöchsten und von 1965 bis 1970 zweithöchsten Spielklasse in der Deutschen Demokratischen Republik. Diese Liga wurde nach dem Leistungssportbeschluss 1970 ersatzlos aufgelöst.

## Gliederung der Regionalligen

### Regionalliga West (bis 2023)
Der Eishockeyverband Nordrhein-Westfalen (EHV NRW) organisierte bis 2023 die höchste Amateurspielklasse für Nordrhein-Westfalen, Hessen, Rheinland-Pfalz und das Saarland. Zur Saison 2009/10 wurden die früheren Regionalligen NRW und Hessen zusammengelegt. 

### Regionalliga Nordrhein-Westfalen (ab 2023)
Zur Saison 2023/24 beschloss der EHV NRW, den Spielbetrieb nur noch für Mannschaften aus Nordrhein-Westfalen zu organisieren. In der Saison 2023/24 konnte die Regionalliga NRW keinen sportlichen Aufsteiger in die Oberliga ausspielen.

### Regionalliga Nord
Die Regionalliga Nord ist eine vom Landeseissportverband Niedersachsen als Amateurspielklasse für Mannschaften aus Niedersachsen, Bremen, Hamburg, Mecklenburg-Vorpommern und Schleswig-Holstein organisierte Liga, die eine für den Aufstieg in die Oberliga Nord berechtigte Mannschaft ermittelt.

### Regionalliga Ost
Die Regionalliga Ost ist eine vom Sächsischen Eissportverband als Amateurspielklasse für Mannschaften aus Berlin, Sachsen, Sachsen-Anhalt und Thüringen organisierte Liga. Hinzugekommen ist 2023/24 ein nordhessisches Team nach Ausschluss aus der Regionalliga West. Der Meister ist sportlich für die Oberliga qualifiziert.

### Regionalliga Süd-West
Die Regionalliga Süd-West umfasst das Gebiet des Bundeslandes Baden-Württemberg. Ausrichter ist der Eissportverband Baden-Württemberg. Die Liga wurde in den letzten Jahren teilweise auch unter dem Namen Baden-Württemberg-Liga ausgetragen. Der Meister ist sportlich für die Oberliga Süd qualifiziert.

### Bayernliga
Die Bayernliga ist seit 1975 die höchste Amateurspielklasse Bayerns. Aktuell spielen 16 Mannschaften um den Titel „Bayerischer Meister“ und den Aufstieg in die Oberliga Süd. Ausrichter ist der Bayerische Eissportverband (BEV). Unterhalb befindet sich die Landesliga Bayern.

## Geschichte der Regionalliga

### Die Gruppenliga als Vorläufer 1961 bis 1965
Erstmals 1961 wurde vom Deutschen Eishockey-Bund in der Bundesrepublik Deutschland eine Spielklasse eingeführt, deren Spielbetrieb überregional, aber nicht bundesweit war. Diese Gruppenliga genannten Spielklasse war die dritthöchste Klasse nach der Bundesliga und der Oberliga. Die Gruppenliga wurde in zwei Gruppen ausgespielt, wobei die Südgruppe die Bundesländern Bayern und Baden-Württemberg umfasste, die Nordgruppe den Rest des Bundesgebietes. Diese Aufteilung erklärt sich durch die höhere Dichte von Eishockey-Vereinen in Bayern und wurde über die Jahre in der Regionalliga, der Oberliga, der 2. Bundesliga sowie in der 1. und 2. Liga angewandt. Die jeweils ersten zwei der beiden Gruppen spielten in einer Endrunde den Gruppenligameister und Aufsteiger in die Oberliga aus. In den vier Spielzeiten der Gruppenliga war dies immer ein Vertreter des Südens, 1965 stieg aber zusätzlich der Vizemeister EC Deilinghofen auf, da die Bundesliga aufgestockt wurde.
| Saison  | Gruppenligameister | Sieger Süd       | Sieger Nord     |
| ------- | ------------------ | ---------------- | --------------- |
| 1961/62 | EV Pfronten        | EV Pfronten      | EC Deilinghofen |
| 1962/63 | TSV Holzkirchen    | EV Rosenheim     | EC Deilinghofen |
| 1963/64 | MEV 1883 München   | MEV 1883 München | EC Deilinghofen |
| 1964/65 | EV Rosenheim       | EV Rosenheim     | Kölner EK       |

### Regionalliga als dritte Liga 1965 bis 1973
1965 wurde die Gruppenliga durch die Regionalliga ersetzt. In der ersten Saison wurde die Liga in die vier Vorrundengruppen Süd (Bayern), Mitte (Baden-Württemberg, Hessen), West (NRW, Niedersachsen) und Nord (Berlin, Bremen, Hamburg) aufgeteilt. Die besten drei jeder Gruppe spielten in den Zwischenrundengruppen Süd/Mitte und Nord/West die vier Teilnehmer der Endrunde aus.
In der Saison 1966/67 kehrte man zur alten Aufteilung in Nord und Süd zurück. Auch die höherklassige Oberliga übernahm diese Aufteilung. Oberliga und Regionalliga wurden verzahnt, indem die ersten vier jeder Regionalligagruppe mit den schlechtesten vier der entsprechenden Oberligagruppe um die Qualifikation für die kommende Oberligasaison spielten. Zusätzlich spielten die beiden Gruppensieger der Vorrunde noch in Hin- und Rückspiel den Regionalligameister aus. Erstmals konnte dabei 1970 ein Verein aus dem Norden, der Berliner SC, die Regionalmeisterschaft gewinnen.
In der Saison 1970/71 kehrte man zur Regionalligaendrunde und der Ausspielung direkter Aufsteiger zurück. Zusätzlich wurde 1970 eine Gruppe Süd/West für Vereine aus Baden-Württemberg, Hessen und Rheinland-Pfalz eingeführt. Diese musste jedoch 1972 aus Mangel an interessierten Vereinen wieder eingestellt werden. Durch die Einführung der 2. Bundesliga und die Aufstockung der Oberliga, die als jetzt dritthöchste Klasse wie die Regionalliga bisher in zwei Gruppen spielte sollte, wurden 1973 alle Regionalligisten in die Oberliga aufgenommen.
| Saison  | Regionalligameister       | Süd             | Süd                 | Nord                 | Nord                 | Nord                 |
| Saison  | Regionalligameister       | Süd             | Süd/West (Mitte)    | Süd/West (Mitte)     | West                 | Nord                 |
| ------- | ------------------------- | --------------- | ------------------- | -------------------- | -------------------- | -------------------- |
| 1965/66 | Augsburger EV             | Augsburger EV   | ERV Ravensburg      | ERV Ravensburg       | Kölner EK            | Hamburger SC         |
| 1966/67 | ERV Ravensburg            | ERV Ravensburg  | ERV Ravensburg      | EC Hannover          | EC Hannover          | EC Hannover          |
| 1967/68 | EV Landsberg              | EV Landsberg    | EV Landsberg        | Berliner FC Preussen | Berliner FC Preussen | Berliner FC Preussen |
| 1968/69 | ?                         | TuS Holzkirchen | TuS Holzkirchen     | ?                    | ?                    | ?                    |
| 1969/70 | Berliner Schlittschuhclub | EV Regensburg   | EV Regensburg       | Düsseldorfer EG 1b   | Düsseldorfer EG 1b   | Düsseldorfer EG 1b   |
| 1970/71 | Düsseldorfer EG 1b        | TSV Straubing   | EHC Stuttgart       | EHC Stuttgart        | Düsseldorfer EG 1b   | Düsseldorfer EG 1b   |
| 1971/72 | Duisburger SC             | VER Selb        | Eintracht Frankfurt | Eintracht Frankfurt  | Krefelder EV 1b      | Krefelder EV 1b      |
| 1972/73 | VER Selb                  | TSV Peiting     | TSV Peiting         | Grefrather EC        | Grefrather EC        | Grefrather EC        |

### Regionalliga als vierte Liga 1973 bis 1994
1973 wurde die Regionalliga nur im Norden als vierte Spielklasse ausgetragen. In der Spielzeit 1974/75 wurde die Regionalliga wieder in zwei Gruppen ausgespielt, bereits 1975 wurde zusätzlich eine Gruppe West für die Vereine aus Nordrhein-Westfalens, Rheinland-Pfalz, dem Saarland und Hessen eingeführt. Später wurde die Gruppe West wieder mit der Gruppe Nord unter dem Namen Nord/West zusammengelegt und dafür die Gruppe Süd/West (Baden-Württemberg, Rheinland-Pfalz, Saarland, Hessen) wieder eingeführt.
In den 1980ern wurde die Regionalliga weiter regionalisiert. Die Regionalliga West wurde 1984 für Vereine aus Nordrhein-Westfalen wieder eingeführt und die Regionalliga Mitte wurde 1987 für Vereine aus Hessen, Rheinland-Pfalz und dem Saarland eingeführt, die Regionalliga Süd/West beschränkte sich auf Baden-Württemberg.
Die einzelnen Gruppen wurden dadurch zum Teil sehr klein, zum Teil umfassten sie nur sechs Mannschaften. Deswegen wurden 1992 in einer radikalen Reform aus den bestehenden fünf Gruppen nur noch zwei gebildet, Süd und Nord, die jeweils eine Sollstärke von 16 Mannschaften hatten.
| Saison  | Süd                   | Süd                     | Nord                   | Nord                   | Nord                    |
| Saison  | Süd                   | Süd/West                | Mitte                  | West                   | Nord                    |
| ------- | --------------------- | ----------------------- | ---------------------- | ---------------------- | ----------------------- |
| 1973/74 | –                     | –                       | FASS Berlin            | FASS Berlin            | FASS Berlin             |
| 1974/75 | DEC Frillensee Inzell | DEC Frillensee Inzell   | VERC Lauterbach        | VERC Lauterbach        | VERC Lauterbach         |
| 1975/76 | SC Reichersbeuern     | SC Reichersbeuern       | Neusser SC             | Neusser SC             | Altonaer SV             |
| 1976/77 | SC Reichersbeuern     | SC Reichersbeuern       | WSV Braunlage          | WSV Braunlage          | WSV Braunlage           |
| 1977/78 | TuS Geretsried        | TuS Geretsried          | GSV Moers              | GSV Moers              | ESC Wedemark            |
| 1978/79 | ERC Ingolstadt        | ERC Ingolstadt          | EHC Krefeld 78         | EHC Krefeld 78         | BFC Preussen            |
| 1979/80 | EA Kempten-Kottern    | EA Kempten-Kottern      | ESG Kassel             | ESG Kassel             | RSC Bremerhaven 1b      |
| 1980/81 | SV Bayreuth           | EC Dillingen            | EC Dillingen           | Königsborner SV        | FASS Berlin             |
| 1981/82 | EV Regensburg         | VERC Lauterbach         | VERC Lauterbach        | Hamburger SV 1b        | Hamburger SV 1b         |
| 1982/83 | Bad Reichenhaller EG  | EC Bad Nauheim          | EC Bad Nauheim         | Hamburger SV 1b        | Hamburger SV 1b         |
| 1983/84 | ESV Buchloe           | ESC Rödermark           | ESC Rödermark          | EC Hannover            | EC Hannover             |
| 1984/85 | Deggendorfer EC       | EHC Bad Liebenzell      | EHC Bad Liebenzell     | EC Ratingen            | Hamburger SV            |
| 1985/86 | EC Hedos München      | ESC Wernau              | ESC Wernau             | ESC Ahaus              | REV Bremerhaven         |
| 1986/87 | EHC Straubing         | EHC Freiburg 1b         | EHC Freiburg 1b        | ERC Westfalen Dortmund | ERB Bremen              |
| 1987/88 | SC Memmingen          | Schwenninger ERC 1b     | Eintracht Frankfurt 1b | EHV Wesel              | REV Bremerhaven         |
| 1988/89 | VfL Waldkraiburg      | ESC Wernau              | EC Diez-Limburg        | EC Eschweiler          | ETC Timmendorfer Strand |
| 1989/90 | Deggendorfer EC       | ESC Wernau              | EC Diez-Limburg        | GSC Moers              | BSC Preussen 1b         |
| 1990/91 | 1. EV Weiden          | ESG Esslingen           | EHC Neuwied            | Herforder EG           | ESC Wedemark            |
| 1991/92 | EHC Straubing         | SC Bietigheim-Bissingen | Frankfurter ESC        | Neusser EC             | TSV Adendorf            |
| 1992/93 | EC Peiting            | EC Peiting              | ASV Hamm               | ASV Hamm               | ASV Hamm                |
| 1993/94 | ERC Selb              | ERC Selb                | ESC Wolfsburg          | ESC Wolfsburg          | ESC Wolfsburg           |

Regionalligameister sind in Fettdruck markiert.

### 2. Liga / Regionalliga 1994 bis 2002
Im Sommer 1994 wurde das Ligensystem im Eishockey komplett reformiert. Unterhalb der neuen Profiliga Deutsche Eishockey Liga wurden die 1. und die 2. Liga als Amateurligen eingerichtet. Die Mannschaften der bisherigen Regionalliga bildeten dabei die Basis der 2. Liga, welche wie die bisherige Regionalliga in den Gruppen Nord und Süd spielte.
Der Name Regionalliga wurde in der Folge von den Landeseissportverbänden (LEV) für ihre höchsten Ligen übernommen, als erstes für die vom Hessischen Eissportverband veranstaltete viertklassige Regionalliga Hessen/Thüringen, die später erst Regionalliga Hessen/Rheinland-Pfalz und anschließend zur Regionalliga Hessen wurde. Der LEV Nordrhein-Westfalen benannte erst 1997 seine NRW-Liga in Regionalliga NRW um. Daneben entstanden die Regionalligen Nord und Ost.
Gegen Ende der 1990er wurde die Reform von 1994 teilweise rückgängig gemacht. Nach der Wiedereinführung der deutschlandweiten 2. Bundesliga 1998 wurde ab 1999 die 1. Liga wieder in Oberliga umbenannt. Analog dazu wurde die 2. Liga Süd wieder in Regionalliga Süd umbenannt, die 2. Liga Nord dagegen war bereits 1997 eingestellt worden. Damit war die Regionalliga wieder deutschlandweit die vierthöchste Spielklasse, wobei die RL Süd für Bayern, Baden-Württemberg und Sachsen vom DEB organisiert wurde, die Regionalligen im Norden von den LEV.
| Saison  | Meister der 2. Liga     | Vizemeister              | Sieger Süd              | Sieger Nord                              | Liga  |
| 1994/95 | Grefrather EV           | Eishockey in Ulm/Neu-Ulm | EV Dingolfing           | Grefrather EV                            | I I I |
| 1995/96 | Limburger EG            | ERC Ingolstadt           | ERC Ingolstadt          | Limburger EG                             | I I I |
| 1996/97 | SC Bietigheim-Bissingen | Braunlager EHC/Harz      | SC Bietigheim-Bissingen | Braunlager EHC/Harz                      | I I I |
| 1997/98 | Braunlager EHC/Harz     | EV Regensburg            | EV Regensburg           | Braunlager EHC/Harz (1)                  | I I I |
| 1998/99 | EHC Bad Aibling         | EC Peiting               | EHC Bad Aibling         | Herner EV (NRW) / Rostocker EC (N/O) (2) | I V   |

| Saison  | Sieger RL Süd  | Sieger Endrunde Nord   | Liga |
| 1999/00 | ESV Kaufbeuren | Herforder EC           | I V  |
| 2000/01 | 1. EV Weiden   | SC Mittelrhein Neuwied | I V  |
| 2001/02 | EHC Klostersee | KEV Hannover           | I V  |

### Regionalligen seit 2002
Zur Saison 2002 wurde die Oberliga, die in den Jahren zuvor massiv Vereine verloren hatte, um die Vereine der Regionalliga Süd aufgestockt und letztere aufgelöst. Die Bayernliga und die Baden-Württembergliga (später umbenannt in Regionalliga Süd-West) wurde zur vierthöchsten Liga. Die Wiedereinführung der Regionalliga Süd war im Gesellschaftervertrag der Eishockeyspielbetriebsgesellschaft ESBG, welche seit 2002 den Spielbetrieb der DEB-Ligen organisiert, vorgesehen, wurde jedoch nie realisiert.
In den Spielzeiten bis 2010 wurden die Regionalligen im Norden auf verschiedenste Weisen verzahnt. Zum Teil wurden gemeinsame Endrunden oder Aufstiegsrunden aller oder einzelner Ligen ausgespielt; zeitweise wurden Ligen auch zusammengelegt, z. B. die Ligen Nord und Ost.
Ab der Saison 2008/09 wurde die bisherige Rheinland-Pfalz-Liga zur Regionalliga Rheinland-Pfalz umbenannt.
Zur Saison 2009/10 beschlossen die LEV Nordrhein-Westfalen und Hessen die Umorganisation des Ligenspielbetriebs, so dass aus der bisherigen Regionalliga Hessen die Hessenliga und aus der bisherigen Regionalliga NRW die Regionalliga West wurde.
Zur Spielzeit 2010/11 wird der Amateureishockeybereich reformiert und im Norden die Regionalligen mit der Oberliga zusammengelegt. Aus der bisherigen Regionalligen Nord und Ost wurden die Oberligen Nord und Ost, aus der Regionalliga NRW/Hessen stiegen der Großteil der Vereine in die neue Oberliga West auf.
Zur Saison 2010/11 wurde die bisherige Verbandsliga Nord wieder zur Regionalliga Nord. Im Westen wurde die Regionalliga West mit entsprechenden Aufsteigern aufgefüllt, unter der die Regionalliga Rheinland-Pfalz eingegliedert wurde. Die Regionalliga Ost wurde aufgelöst. Zur Saison 2011/12 wurde die Sachsenliga, welche bereits zuvor mit Vereinen aus Sachsen, Thüringen und Berlin spielte, zur Regionalliga Ost umbenannt. Zur Saison 2023/24 wurde die Regionalliga West zur Regionalliga NRW, nachdem Vereine aus Hessen und Rheinland-Pfalz aus der Liga ausgeschlossen wurden.
| Saison  | Nord                   | Ost                                       | NRW                       | Hessen                    | Baden - Württemberg        | Bayern              |
| ------- | ---------------------- | ----------------------------------------- | ------------------------- | ------------------------- | -------------------------- | ------------------- |
| 2002/03 | BC Preussen            | BC Preussen                               | Moskitos Essen            | –                         | Stuttgart Wizards          | HC München 98       |
| 2003/04 | Revierlöwen Oberhausen | Revierlöwen Oberhausen                    | Revierlöwen Oberhausen    | Rote Teufel Bad Nauheim   | ESV Hügelsheim             | Starbulls Rosenheim |
| 2004/05 | Ratinger Ice Aliens    | Ratinger Ice Aliens                       | Ratinger Ice Aliens       | Rote Teufel Bad Nauheim   | SC Bietigheim-Bissingen 1b | EV Landsberg 2000   |
| 2005/06 | Rostocker EC           | Rostocker EC                              | Neusser EV                | TSG 1846 Darmstadt        | Mannheimer ERC             | Höchstadter EC      |
| 2006/07 | Blue Lions Leipzig     | Blue Lions Leipzig                        | Herner EG                 | Rote Teufel Bad Nauheim   | ESV Hügelsheim             | EHF Passau          |
| 2007/08 | EHV Schönheide         | EHV Schönheide                            | EHC Dortmund              | RSC Darmstadt             | Mannheimer ERC             | EHC Waldkraiburg    |
| 2008/09 | EHC Braunlage          | ECC Preussen Juniors                      | EHC Dortmund              | RSC Darmstadt             | ESV Hügelsheim             | ERV Schweinfurt     |
| Saison  | Nord                   | Ost                                       | NRW - West                | NRW - West                | Süd - West                 | Bayern              |
| 2009/10 | Rostocker EC           | Blue Lions Leipzig                        | ESC Moskitos Essen        | ESC Moskitos Essen        | Stuttgarter EC             | TEV Miesbach        |
| 2010/11 | REV Bremerhaven 1b     | ESC Berlin 07                             | Löwen Frankfurt           | Löwen Frankfurt           | Stuttgart Rebels           | ERC Sonthofen       |
| 2011/12 | Ritter Nordhorn        | ETC Crimmitschau 1b                       | Herner EV 2007            | Herner EV 2007            | EHC Freiburg               | ERV Schweinfurt     |
| 2012/13 | EHC Wolfsburg          | ESC Dresden 1b                            | Herner EV                 | Herner EV                 | EHC Eisbären Heilbronn     | EHC Bayreuth        |
| 2013/14 | ESC Wedemark Scorpions | ECC Preussen Berlin                       | EHC Neuwied               | EHC Neuwied               | EHC Eisbären Heilbronn     | ERC Sonthofen       |
| 2014/15 | Weserstars Bremen      | ECC Preussen Berlin                       | Eisadler Dortmund         | Eisadler Dortmund         | EHC Eisbären Heilbronn     | EV Lindau           |
| 2015/16 | Weserstars Bremen      | Tornado Niesky                            | Ratinger Ice Aliens       | Ratinger Ice Aliens       | EHC Eisbären Heilbronn     | EHC Waldkraiburg    |
| 2016/17 | Hamburger SV           | Tornado Niesky                            | Hammer Eisbären           | Hammer Eisbären           | EHC Zweibrücken            | ECDC Memmingen      |
| 2017/18 | Weserstars Bremen      | Tornado Niesky                            | Herforder EV              | Herforder EV              | SC Bietigheim-Bissingen 1b | Höchstadter EC      |
| 2018/19 | ECW Sande              | Schönheider Wölfe                         | Herforder EV              | Herforder EV              | SC Bietigheim-Bissingen 1b | EV Füssen           |
| 2019/20 | Harzer Falken          | Schönheider Wölfe und ECC Preussen Berlin | Meister nicht ausgespielt | Meister nicht ausgespielt | Meister nicht ausgespielt  | TEV Miesbach        |
| 2020/21 | Saison abgebrochen     | Saison abgebrochen                        | Saison abgebrochen        | Saison abgebrochen        | Saison abgebrochen         | Saison abgebrochen  |
| 2021/22 | EC Harzer Falken       | Schönheider Wölfe                         | Füchse Duisburg           | Füchse Duisburg           | EHC Eisbären Heilbronn     | EHC Klostersee      |
| 2022/23 | ECW Sande              | Chemnitz Crashers                         | EHC Neuwied               | EHC Neuwied               | EHC Zweibrücken Hornets    | EHC Königsbrunn     |
| 2023/24 | EC Harzer Falken       | FASS Berlin                               | Ratinger Ice Aliens       | Ratinger Ice Aliens       | HEC Eisbären Heilbronn     | EHC Königsbrunn     |
| Saison  | Nord                   | Ost                                       | NRW                       | NRW                       | Baden - Württemberg        | Bayern              |
| 2024/25 | EC Harzer Falken       | FASS Berlin                               | Ratinger Ice Aliens       | Ratinger Ice Aliens       | ESC Hügelsheim             | TSV Erding          |
| 2025/26 |                        |                                           |                           |                           |                            |                     |